# 柴田秀一
柴田 秀一（しばた しゅういち、1957年9月2日 - ）は、日本のアナウンサーである。
神奈川県川崎市出身。神奈川県立川崎高等学校、日本大学法学部政治経済学科卒業後、1981年4月TBS（東京放送）にアナウンサーとして入社。TBSテレビ編成局アナウンス部エキスパート局次長、解説委員、TBSラジオニュースデスクを歴任した。2017年2月28日にTBSテレビを退職、同3月から日本大学法学部新聞学科教授、2023年3月、同役職定年。4月より同学部特任教授。

## 来歴・人物
学生時代に司法試験を2回受験して不合格となるも、行政書士試験に合格する。書士登録はしていない。大学で国際法のゼミに所属して教職課程を履修し、TBS入社後も日大で教職課程履修者やマスコミを志す学生に講演会を行うこともあった。
1985年から1990年頃にかけて報道部へ異動し、記者として勤務した。記者からアナウンサー専任へ戻ると、ニュースや報道番組を担当して1990年代に『ザ・フレッシュ!』や『情報!もぎたてサラダ』など平日の帯番組で司会を務めたが、視聴率に恵まれず、両番組ともに1年以内で終了した。レギュラー出演者の代役や、特別番組の進行役も務めた。2003年に『あさがけウォッチ!』の司会と『ウォッチ!』のニュースコーナーを長岡杏子アナウンサーと交代で、体調不良の秋沢淳子アナウンサーに代わり務めた。正月と年末年始の『JNNフラッシュニュース』や深夜と昼の『JNNニュース』、元旦のニュース、それぞれを吉川美代子と共に務めた。1996年4月30日のTBSビデオ問題に関する検証番組の進行役や、2004年に拉致被害者家族の帰国時にJNN報道特別番組の司会進行も務めた。
2005年の番組開始から2008年3月まで『みのもんたの朝ズバッ!』にレギュラー出演した。総合司会のみのもんたが不在時は総合司会代理を担当し、みのが放送上不適切な発言をした際の謝罪も担当した。同番組のレギュラーを降板後も、みの不在時に総合司会代理を務めた。2009年4月から1年間、TBS解説委員の肩書きで同番組にレギュラー出演した。2010年からは、TBS社員であると同時に、母校・日本大学の大学院新聞研究科の非常勤講師等にも就任した。同10月からはTBSラジオへ出向し、ニュースデスクを担当した。2017年2月28日にTBSテレビを退社。同年3月1日付で日本大学法学部新聞学科に移籍、教授に昇任、現代メディア社会論を担当した。2023年3月、同役職定年。4月より同学部特任教授。
ジャンルを問わず音楽が趣味で、クラシック音楽のコンサートを鑑賞することが多い。1998年に会社同期からの誘いで毎日放送が主催する『サントリー1万人の第九』の合唱団に参加し、以後も毎年のようにプライベートで参加している。

## 現在の出演番組

### ラジオ
- 爆笑問題の日曜サンデー - 毎月第2週目・第4週目担当（「ラジオサンデージャポン」コーナーのニュース解説）
- TBSラジオニュース - 火曜日→金曜日担当ニュースデスク
- ネットワークTODAY（2013年4月2日 - ） - 火曜日→金曜日担当キャスター
- 安住紳一郎の日曜天国（2014年10月12日 - 、不定期出演） - 「さばいてにち10」担当キャスター

## 過去の出演番組

### テレビ
代表で出演した報道・情報番組
| 期間                         | 期間                         | 番組名                                        | 役職                                 | 備考 |
| ---------------------------- | ---------------------------- | --------------------------------------------- | ------------------------------------ | --- |
| 1985年                       | 1985年                       | JNNおはようニュース&スポーツ                  | 平日シフト勤務でのメインキャスター   | |
| 1985年                       | 1985年                       | JNN8時のニュース                              | シフト勤務キャスター                 | |
| 1988年10月                   | 1989年3月                    | テレポートTBS6                                | ニュース担当キャスター               | |
| 1991年4月                    | 1992年9月                    | JNNニュースコール                             | メインキャスター                     | 1992年3月まで月～水曜日担当、同年4月から月・火曜日と担当曜日を縮小                                                                           |
| 1991年4月                    | 1994年9月                    | ブロードキャスター                            | ニュース担当キャスター               | |
| 1993年10月                   | 1994年9月                    | JNNニュース1130                               | 月・火曜日メインキャスター           | |
| 1994年10月                   | 1995年6月                    | ザ・フレッシュ!                               | メインキャスター                     | |
| 1995年7月                    | 1996年5月                    | フレッシュ!                                   | ニュース担当リポーター               | |
| 1996年6月                    | 1997年9月                    | JNNニュース1130                               | メインキャスター                     | 全曜日にて担当 |
| 1997年                       | 1997年                       | わいわいティータイム                          | 長峰由紀のリリーフでのニュース担当   | |
| 1997年10月                   | 1998年9月                    | 情報!もぎたてサラダ                           | 司会                                 | 番組開始から半年は、ニュースコーナーも兼務                                                                                                   |
| 2003年4月                    | 2004年3月                    | ベストタイム                                  | ニュース担当キャスター               | |
| 2003年4月                    | 2005年3月                    | ジャスト                                      | 水曜日ニュース担当                   | |
| 2004年4月                    | 2004年9月                    | JNNニュースの森                               | 週末メインキャスター                 | 以前は、平日の杉尾秀哉→松原耕二のキャスター代行                                                                                              |
| 2005年4月                    | 2008年3月                    | みのもんたの朝ズバッ!                         | ニュース担当キャスター               | みのもんた休暇時の総合司会代理も担当 |
| 担当期間不明                 | 担当期間不明                 | はなまるマーケット                            | ニュース担当キャスター               | |
| 2009年3月13日                | 2009年3月13日                | イブニング・ファイブ／JNNイブニング・ニュース | 藤森祥平の代行キャスター             | 通常担当していた藤森が同日放送分のみストライキで急遽欠席したための代行、ちなみに小倉弘子も同様に欠席していたため同じく長峰が代行出演していた |
| 2009年4月                    | 2010年3月                    | みのもんたの朝ズバッ!                         | 木曜日コメンテーター                 | |
| 2009年担当期間不明           | 2009年担当期間不明           | ひるおび!                                     | 『三雲孝江のお取り寄せ47』リポーター | |
| 2012年5月12日・2013年9月21日 | 2012年5月12日・2013年9月21日 | みのもんたのサタデーずばッと                  | みのの代行司会                       | |
| 2016年4月                    | 2020年10月                   | はやドキ!                                     | 水曜日ニュース解説担当               | 2017年3月までは、月曜日も出演していた |

特別・定時・自己批評番組・その他
- TBSニュース
- 日本人初!宇宙へ - 当時TBS記者だった秋山豊寛の、宇宙船打ち上げ生中継の現地での実況（1990年12月2日、当時のソ連・バイコヌール宇宙基地）、およびその後の関連番組の進行を担当。
- TBSニュースバード（2000年6月25日・2001年7月29日・2003年11月9日・2004年7月11日・2009年8月30日）選挙特番総合司会
- JNNニュース - TBSラジオへの出向後も、年末年始を中心に不定期で担当。
- 和田アキ子殺人事件（2007年2月12日）
- TBSレビューTBSテレビ放送用語委員会幹事として出演
- CBSドキュメントナレーション

### ラジオ
- 講談社 ラジオブックス不定期
- ニュース探究ラジオ Dig木曜日ニュースコーナー担当
- 久米宏 ラジオなんですけど（2017年 - ）- ニュースデスク
- ラジオ・パープル（2013年4月 - 2015年3月）月曜早朝（日曜深夜）担当
- ジェーン・スー相談は踊る（2014年7月12日ほか）代行MC

## 出演映画
- 秘密（1999年）報道記者 役
- ハナミズキ（2010年）ニュースキャスター 役